# كاليب سميث (سياسي)
كاليب سميث (بالإنجليزية: Caleb Blood Smith)‏ (و. 1808 – 1864 م) هو سياسي، ومحامي، وقاضي أمريكي، ولد في بوسطن، كان عضوًا في حزب اليمين، وكان عضوًا في الحزب الجمهوري، توفي في إنديانابوليس، عن عمر يناهز 56 عاماً.

## مناصب
تولى منصب عضو مجلس النواب الأمريكي
- عضو مجلس نواب إنديانا

.

## التعليم
تعلم في جامعة سينسيناتي، وتعلم في جامعة ميامي
.